# امیر کلال
امیر کلال (۱۲۷۸–۱۳۷۰) که نام اصلی او شمس‌الدین است، یک عالم مسلمان و صوفی پارسی بود که تأثیر ویژه‌ای بر تاریخ تصوف اسلامی گذاشته‌است. او یکی از اعضای عرفان و طریقت خواجگان بود. پدرش عالم صوفی سیف‌الدین حمزه، از سادات و نسل محمد بود. سیف‌الدین حمزه امیر (قائم مقام) قبیلهٔ پارسی کُلال بود و لذا لقب کامل وی امیر کلال بو. پس از مرگ پدر، شمس‌الدین امیر و رئیس قبیله شد. در این زمان شهرت وی به عنوان یک شخصیت علمی و مذهبی از طریق خانات جغتای گسترش یافته بود و عنوان امیرکلال نام عمومی او شده بود. شمس‌الدین به نام پدربزرگش، مربی معنوی قبیله برلاس و تورگهی، پدر امیر تیمور، نامگذاری شد. از آنجا که او ظروف سفالی می‌ساخت، در بین مردم از او به عنوان «کُلال» یاد می‌شد که در فارسی قدیم به معنی «سفالگر» است.

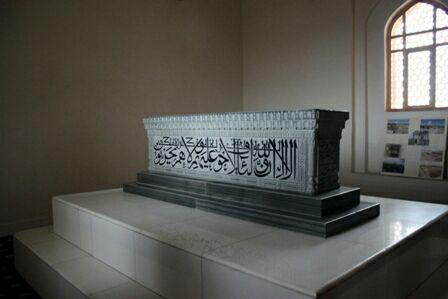
مقبره امیرکلال در بخارا

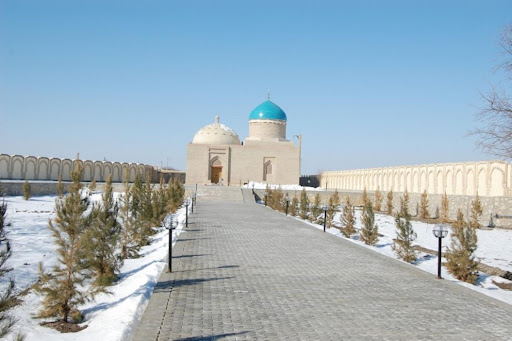
نمای بیرونی آرامگاه خواجه امیر کلال در بخارا

کلال تعدادی شاگرد داشت که بعدها به چهره‌های برجستهٔ تاریخی تبدیل شدند؛ از جمله بهاءالدین نقشبند و امیر تیمور (فاتح ایران). پس از ظهور سلسله تیموری، رابطه نزدیکی بین درگاه‌های امیر تیمور و امیر کلال ایجاد شد و این ارتباط صوفیان مذکور با دربار گورکانیان در هند ادامه یافت. کلال در سوخار، نزدیک بخارا، ازبکستان دفن شده‌است.

## نسب خانوادگی و قبیله کلال
پدر امیرکلال، امیر سیف الدین حمزه، از نوادگان مستقیم حسین بن علی، نوه محمد بود. تمام قبیله کلال از نسل محمد بودند.
قبیله کلال در اواخر قرن دوازدهم در منطقه وابکنت امروزی ساکن شدند. در حدود سال ۱۳۴۰، ابن بطوطه از این شهر دیدن کرد که شبی را به عنوان مهمان در آنجا گذراند. بطوطه آن شهر را زیبا توصیف کرد و گفت که «... باغ‌ها و رودخانه‌های زیادی دارد». تاریخ استقرار این قبیله را می‌توان با زمان ساخت بقایای مدرسه (نام خاص یک مسجد) که در ۱۱۹۸ در وابکت و تحت حمایت برهان الدین عبدالعزیز دوم ساخته شده‌است، تقریب زد. سازندگان مدرسه از قبیله کلال بودند و از سبک مسجد کلان (پای‌کلان) برای آن کپی کردند و در طراحی و فناوری پیشرفت کردند. این امر باعث شد که مدرسه وابکنت شکل بهتری از مسجد کلان داشته باشد.
این قبیله به سرعت یک پایگاه صنعتی کوچک در بازار مرکزی وابکنت تأسیس کردند و آسیاب‌هایی در مناطق اطراف ساختند که به کار خود در قرن شانزدهم نیز ادامه داد. از صنایع اصلی شهر ضرب سکه، آلیاژ فولاد، ایجاد سفال و فرز سفال و کاشی‌های بسیار لعابدار بود که مورد آخر، از نظر کیفیت و کمیت بی نظیر بوده و صادرات اصلی شهر بوده‌است. این امر قبیله را لقب کُلال (سفالگر) بخشید و نام آن‌ها را به آنها داد. طرح کوره آن‌ها بسیار کارآمد بود و قادر به تولید ۱۵۰۰ گلدان در هر دسته بود. استفاده از منابع باد و آب برای فرزکاری و فرآیندهای صنعتی همراه با طراحی کوره‌های کارآمد منجر به درآمد قابل توجهی شد که سرانه درآمد افراد را بالا برده و منجر به یک شیوه زندگی سالم برای کل قبیله گردید.
علی‌رغم سابقه جنگ و درگیری در این منطقه، قبیله کلال یکبار هم مورد حمله قرار نگرفت. سه دلیل عمده برای این امر وجود دارد:
- این قبیله به‌طور کامل از فرزندان محمد تشکیل شده بود و احترام قابل توجهی را از قبایل همسایه به دست آورد. این یک مزیت قابل توجه در یک کشور مسلمان بود.
- شهر از ناحیه ای از باغها و سرسبزی احاطه شده بود که رودخانه‌ها و نهرهای متعدد از یک سو و بیابان بی پایان از سوی دیگر، که بایر و خالی از سکنه بود، عبور می‌کرد. این امر، همراه با فقدان ارزش مادی قابل توجه در شهر کوچک، به اندازه کافی بازدارنده برای هر ارتش متجاوز بود که باید حداقل یک روز سفر کند تا به شهری برسد که در مرز بیابان قزل قوم بود.
- نظام اجتماعی به سه بخش سیستم سیاسی، نظام پولی و سیستم تبلیغات تقسیم‌بندی شد. سیستم سیاسی آنها ساده بود. عالمان قبیله به عنوان رئیس انتخاب شدند. هدف رئیس، غیر از قاضی بودن و مدیریت، نمایندگی قبیله و مانور سیاسی در زمان جنگ بود. همچنین، این پست ارثی نبود. هیچ ادعای موروثی بودن برای «تاج و تخت» وجود نداشت و فساد مالی ایجاد نمی‌شد. همچنین، این امر از هرگونه مشاجره متقابل بین وارثان پس از شاه متوفی جلوگیری می‌کرد، زیرا هیچ چیزی برای جنگیدن وجود نداشت. سیستم پولی آنها حتی از سیستم سیاسی پیشرفته‌تر بود (با توجه به زمان خود). تمام آسیاب‌ها و کارخانه‌های تولیدی در اصل متعلق به جامعه بود. هر کسی که مایل و ماهر باشد، مجاز به کار و کسب درآمد است مادامی که ساختار را حفظ کرده و برای ساخت، سازه‌های جدید اهدا کند. این سیستم فوق‌العاده خوب کار می‌کرد و حداقل در مقیاس کوچک‌تر از چند هزار نفر ثابت شد که می‌تواند برای چندین قرن پایدار باشد. رسوم سختگیرانه ازدواج‌های درون قبیله، نرخ تولد نسبتاً کم (در مقایسه با سنت رایج در آن زمان)، ازدواج‌های مجردی و مهاجرت مداوم به خارج به این معنی بود که جمعیت در طول دوره زمانی تقریباً ثابت ماند.

در زمان امیرکلال، کُشتی به یک نماد ورزشی برای کلال تبدیل شده بود. این قبیله مسابقات منظمی را هم در وابکنت و هم در بخارا برگزار کردند که در آن افراد خارجی نیز شرکت می‌کردند. جوانان کلال تقریباً همیشه موفق بودند و ایده قبیله کلال را به عنوان رزمندگان برتر و سرسخت در اطراف القا کردند.

## اوایل زندگی
شمس الدین امیرکلال در بخارا متولد شد. پدرش سیف الدین حمزه رئیس قبیله کلال و از علمای مشهور بود. سیف الدین حمزه به عنوان رئیس قبیله، امیرکلال منصوب گردید. شمس الدین در دوران کودکی تحصیل کرد و در اوایل زندگی به عنوان سرپرست مدرسه در وابکنت مشغول به کار شد. او همچنین به عنوان یک کشتی‌گیر بزرگ شناخته می‌شد. هنگامی که وی رئیس قبیله کلال شد، شهرت وی به عنوان یک شخصیت عالم مذهبی در مناطق اطراف گسترش یافت و بسیاری از خانواده‌های نجیب و قدرتمند فرزندان خود را برای تحصیل نزد وی فرستادند، که مهمترین آنها از قبیله برلاس بودند.

## به عنوان امیرکلال
شمس الدین کلال پس از مرگ پدر به عنوان رئیس قبیله انتخاب شد. اگر چه تمام سران کلال به نام «امیر کلال» شناخته می‌شوند ولی شمس الدین به‌طور خاصی با این لقب شناخته‌شده‌است. امروزه بیشتر او را امیر کلال می‌نامند و به نام تولدش نمی‌شناسندش.
کلال به تدریس در مدرسه ادامه داد، حتی زمانی که رئیس قبیله بود. یکی از شاگردان مشهور وی بهاءالدین نقشبند بخاری بود که در بخارا تحت حکومت قازان خان بن یاسائور به عنوان جلاد کار می‌کرد. افسانه می‌گوید به بهاءالدین دستور داده شد مردی را که پادشاه را خشمگین کرده بود اعدام کند، اما درست قبل از اعدام، متهم با فراخواندن امیر کلال، او را معلم خود معرفی کرد. امیر کلال وارد عمل شد و متهم را با شفاعت خود آزاد کرد. این اولین برخورد بهاءالدین با امیرکلال بود. بهاءالدین تحت تأثیر او قرار گرفت و شاگرد او شد.
امیر کلال همچنین طرفداران معنوی زیادی داشت. از برجسته‌ترین آن‌ها تراغای بود که قبلاً تحت تأثیر پدربزرگ امیرکلال قرار گرفته بود. پس از مرگ تراغای، پسرش تیمور، امیرکلال را به همان اندازه احترام گذاشت و او را به عنوان راهنمای روحانی خود حفظ کرد.
در سال ۱۳۵۷ میلادی، تیمور به امیرکلال مراجعه کرد تا از او دربارهٔ مانورهای استراتژیک حمله به ازبک‌ها راهنمایی کند. با توصیه او بود که تیمور نقشه حمله خود را تغییر داد.
امیرکلال در سال ۷۷۰/۱۳۷۰ درگذشت و در شهر سوخار نزدیک بخارا به خاک سپرده شد. گاهی آرامگاه امیرکلال با مقبره پدربزرگش (شمس‌الدین کلال اول) اشتباه گرفته می‌شود. این شمس‌الدین کلال (پدربزرگ امیرکلال) است که در شهر سبز (کش) دفن شده‌است. اخیراً قبر وی به دستور رئیس‌جمهور ازبکستان بازسازی شده‌است.
هیچ‌یک از کتاب‌های نوشته شده توسط امیر کلال دیگر وجود ندارد، اگرچه برخی از گزیده‌ها و مقالات در کتابخانه‌های خانوادگی باقی مانده‌است. سه نسخه از زندگی‌نامه امیر کلال «مقام امیر کلال» نوشته نوه بزرگش شهاب‌الدین باقی مانده‌است.